# Collybiopsis luxurians

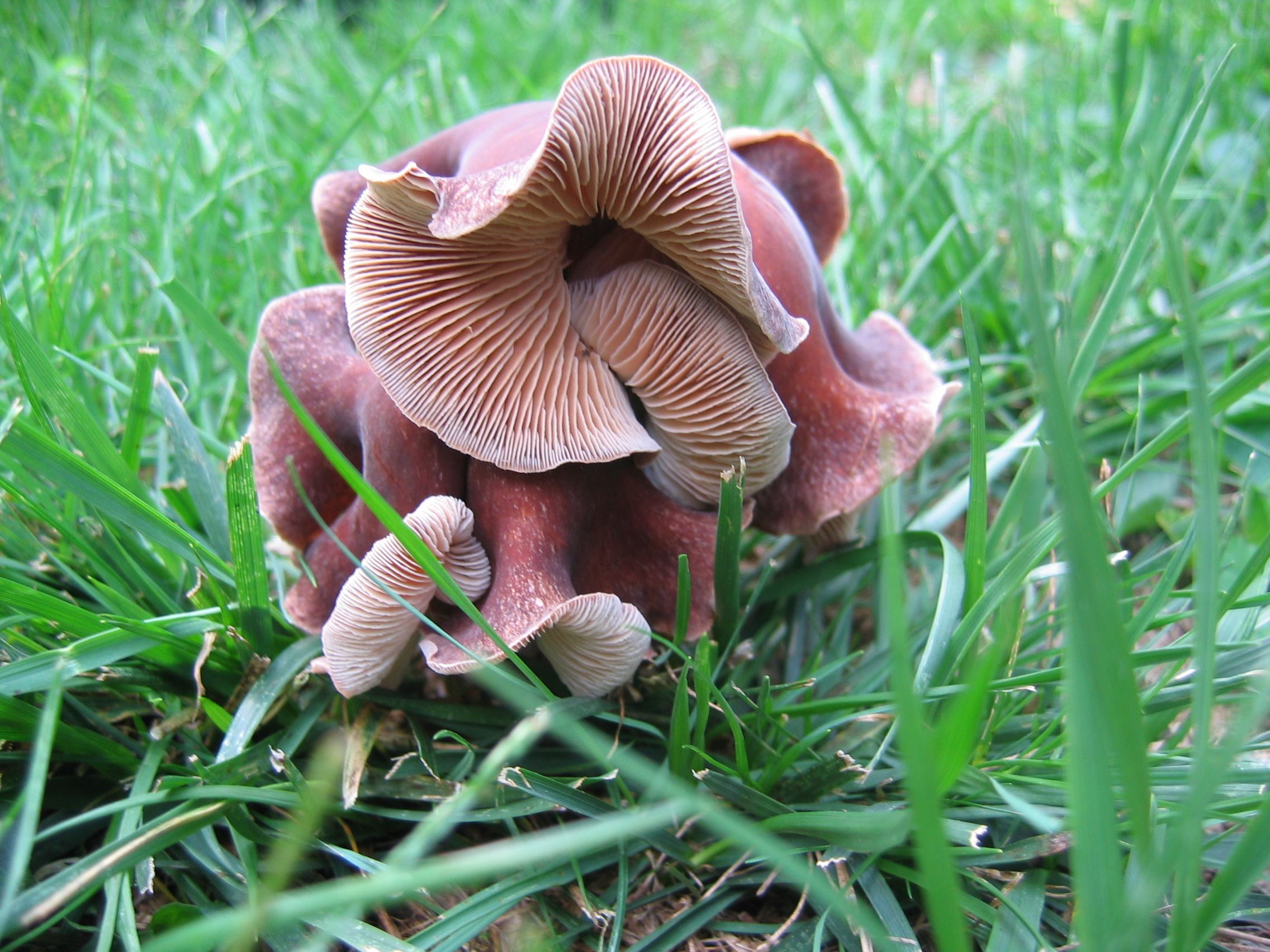

Collybiopsis luxurians (Peck) R.H. Petersen – gatunek grzybów należący do rodziny Omphalotaceae.

## Systematyka i nazewnictwo
Pozycja w klasyfikacji według Index Fungorum: Gymnopus, Omphalotaceae, Agaricales, Agaricomycetidae, Agaricomycetes, Agaricomycotina, Basidiomycota, Fungi.
Po raz pierwszy opisał go w 1897 r. Charles Horton Peck, nadając mu nazwę Collybia luxurans. W 2021 r. R.H. Petersen przeniósł go do rodzaju Collybiopsis. Synonimy nazwy naukowej:
- Collybia luxurians Peck 1897
- Collybidium luxurians (Peck) Murrill 1911
- Gymnopus luxurians (Peck) Murrill 1916
- Gymnopus luxurians var. copeyi J.L. Mata & R.H. Petersen 2006
- Marasmiellus luxurians (Peck) J.S. Oliveira 2019

## Morfologia
Kapelusz
O średnicy 1–4 cm, niehigrofaniczny, bez prześwitujących blaszek. Kształt początkowo wypukły, potem płaski, na koniec wklęsły. Powierzchnia promieniście włókienkowata, przy brzegu gładka, brązowa, w środku jaśniejsza (brązowawa, ochrowa do kremowej).
Blaszki
Gęste, białe.
Trzon
Wysokość 3–5 cm, cylindryczny. Powierzchnia włókienkowato-prążkowana, biała lub kremowa z różowawym lub brązowym odcieniem.
Cechy mikrskopowe
Podstawki czterozarodnikowe. Bazydiospory 7–9,5 × 4–5 µm, elipsoidalne, szkliste, gładkie, nieamyloidalne, bez pory rostkowej. Cheilocystydy niemal cylindryczne, wąsko maczugowate, nieco nieregularne, czasami z koralkowatymi naroślami. Pleurocystyd brak. Skórka kapelusza typu cutis, rzadko złożona z cylindrycznych, uchyłkowatych strzępek, czasem z naroślami, inkrustowanych pigmentem. Elementy końcowe są wąsko zakończone, niemal cylindryczne. Kaulocystydy podłużnie gruszkowate, maczugowate do szeroko wrzecionowatych. Występują sprzążki.

## Występowanie i siedlisko
Występuje na wszystkich kontynentach poza Afryką i Australią. Brak go w opracowanym w 2003 r. przez Władysława Wojewodę wykazie wielkoowocnikowych grzybów podstawkowych Polski, ale jego stanowiska podano w 2022 r. (jako Gymnopus luxurians).
Grzyb saprotroficzny.